# Epipterygium koelzii
Epipterygium koelzii är en bladmossart som beskrevs av H. Robinson 1968. Epipterygium koelzii ingår i släktet Epipterygium och familjen Bryaceae. Inga underarter finns listade i Catalogue of Life.